# Willem van Foreest (1451-1472)
Willem van Foreest (genoemd 1451 – overleden 1472), was ambachtsheer van de Rijnlandse ambachtsheerlijkheid Middelburg, ambachtsheer van de ambachtsheerlijkheid van Schoterbosch, en schout van Geervliet en Putten.
Willem van Foreest werd geboren als zoon van Adriaan van Foreest en Aechte uten Haghe. Hij volgde zijn oom Herpert van Foreest in 1459 op in diens ambachtsheerlijkheden en erfde daarnaast land bij Zaandam en Aelbrechtsbergen, alsmede tienden te Delft, Schoten en Waverveen. Zelf had hij land aangekocht bij Heiloo en Geervliet. In 1452 trouwde Willem van Foreest met Adriana Hart van der Woerd (genoemd tussen 1452-1477), dochter van Boudijn Hart van der Woert (burgemeester van Delft), en van Catharina van Abbenbroek, een telg van het geslacht Van Montfoort. Zij kregen 1 zoon, Herpert, die de ambachtsheerlijkheden en andere bezittingen van zijn vader zou erven.